# Voie express Agadir - Taroudant
La voie express Agadir - Taroudant,  ou N10, était une route provinciale marocaine à 2 x 2 voies longue de 64 km, reliant Agadir à Taroudant en parallèle à la route régionale 114 et au sud de celle-ci. Elle desservait  en particulier l’aéroport d’Agadir - Al Massira. 
En 2018 elle a été absorbée par la N10 dont son tronçon reliant Agadir à Taroudant est devenue une route régionale : la 114
Le premier tronçon, Aït Melloul - Ouled Teima, a été inauguré le 28 janvier 2003

## Principales sorties[2]
- :Aït Melloul
- 6:Aéroport d’Agadir - Al Massira
- 29:Ouled Teima
- 38:Ayn El Beida
- 45:Khenafif
- 64:Taroudant